# Kasteel van Stockem

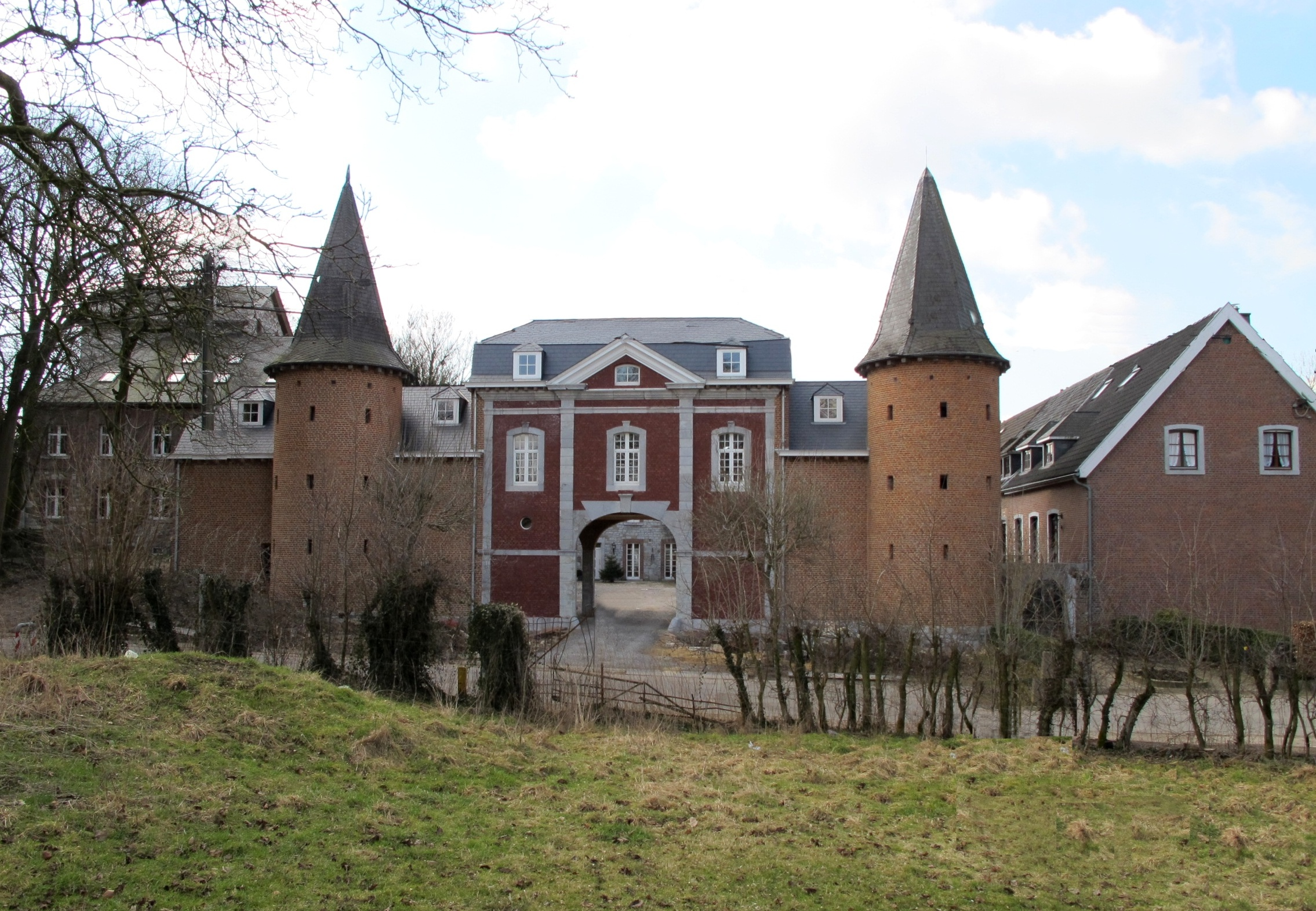
Poortgebouw

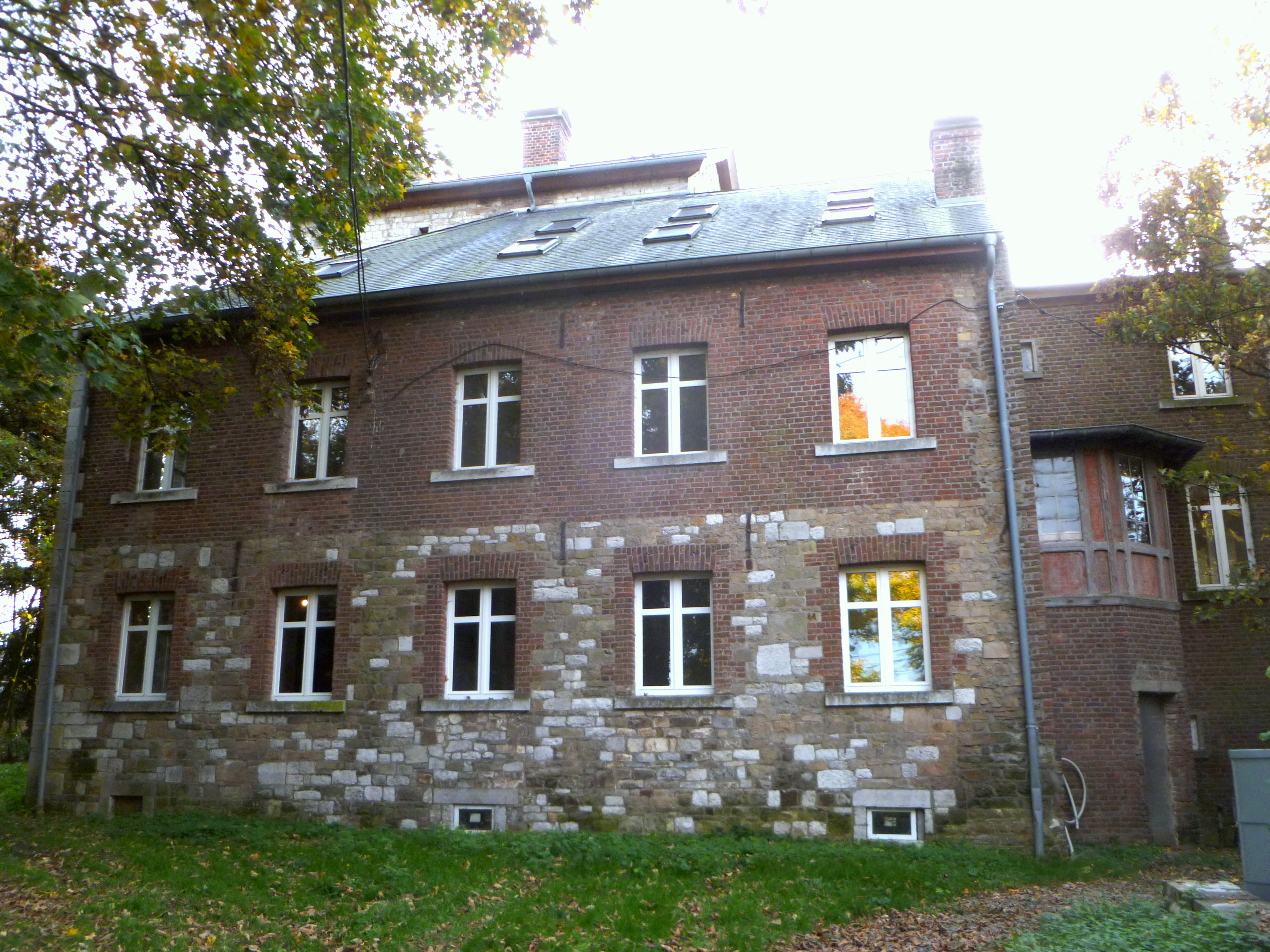
Bergfried

Het Kasteel van Stockem (Burg Stockem) is een kasteel in het tot de Belgische stad Eupen behorende stadsdeel Stockem.

## Geschiedenis
Reeds in 1172 was sprake van een heer van Stockem. Er zou toen al een voorloper van het huidige kasteel hebben bestaan. In 1335 werd de burcht voor het eerst schriftelijk vermeld als zetel van de heerlijkheid Stockem en Eupen. Deze burcht raakte omstreeks 1600 geheel in verval. Van de heren van Stockem (die de titel van Freiherr bezaten) kan generaal Franz-Wilhelm Reichsgraf von Maigret und Eupen worden genoemd. In 1686 nam hij deel aan de verovering door Oostenrijk van Boedapest op de Turken.
In 1778 brandde de voorburcht bijna geheel af.
In 2010 werd het poortgebouw geheel gerestaureerd.

## Gebouw
De huidige gebouwen stammen voornamelijk uit de 18e en 19e eeuw. Ten zuiden van de binnenplaats bevindt zich de Bergfried, ooit een omgrachte woontoren, die in 1502 nieuw werd gebouwd. In 1778 werd het poortgebouw met de flankerende ronde torens gebouwd door Peter Vercken. Deze liet ook het woonhuis bouwen, dat zich tussen het poortgebouw en de bergfried in bevindt. Voorts verminderde hij de hoogte van de bergfried.